# كارولين لانجريش
كارولين لانجريش (بالإنجليزية: Caroline Langrishe)‏ هي ممثلة بريطانية، ولدت في 10 يناير 1958 بلندن في المملكة المتحدة.

## وصلات خارجية
- كارولين لانجريش على موقع IMDb (الإنجليزية)
- كارولين لانجريش على موقع قاعدة بيانات الفيلم (الإنجليزية)